# Keira Walsh
Keira Fae Walsh (* 8. April 1997 in Rochdale, Greater Manchester) ist eine englische Fußballspielerin. Die Mittelfeldspielerin steht seit Februar 2025 beim Chelsea FC unter Vertrag und spielt seit 2017 für die englische Nationalmannschaft. Mit dieser gewann sie im Sommer 2022 die Europameisterschaft in England und 2025 in der Schweiz.
Mit einer Ablösesumme von mehr als 400.000 Euro ist ihr Wechsel von Manchester City zum FC Barcelona der teuerste Transfer im Frauenfußball. Im Juni 2023 gewann sie erstmals die Champions League.

## Werdegang

### Vereine

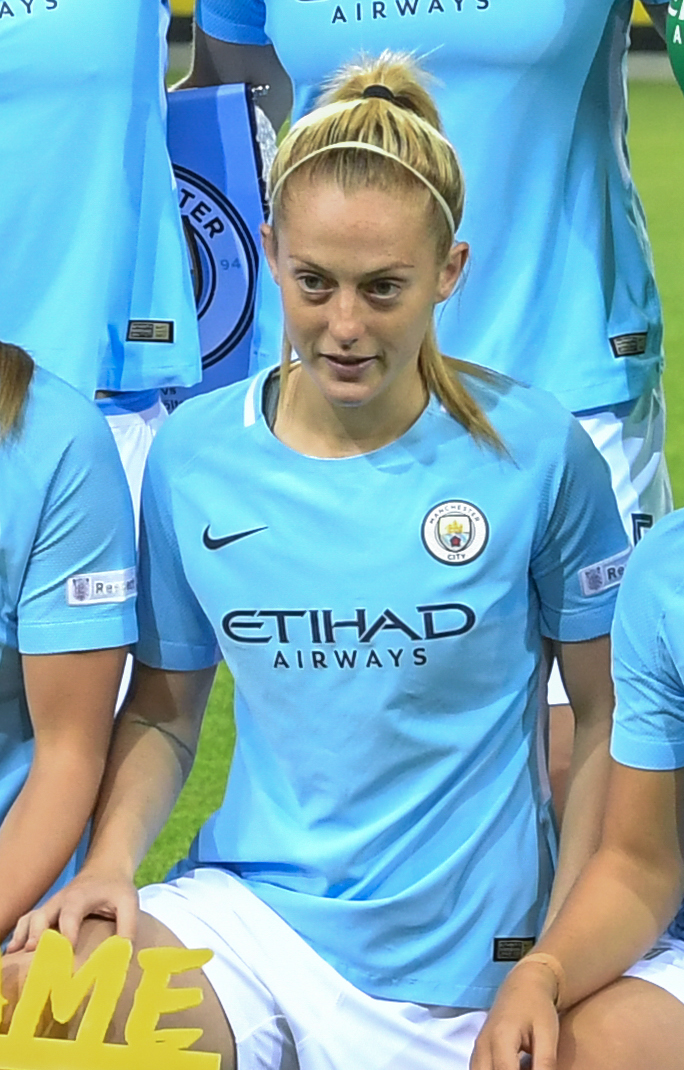
Walsh vor dem Gruppenspiel gegen SKN St. Pölten in der Champions League (Oktober 2017)

Walsh begann ihre Karriere bei den Blackburn Rovers. 2014 wechselte sie zum Liganeuling Manchester City WFC, dessen Fan sie seit ihrer Kindheit war. Ihren ersten Einsatz hatte sie am 17. Juli 2014 gegen Notts County. Nach einem fünften und zweiten Platz in der Liga, wobei sie verletzungsbedingt 2015 nur auf sechs Einsätze kam, gelang den Citizens 2016 das Double aus Meisterschaft und WSL-Ligapokalsieg. In der UEFA Women’s Champions League 2016/17 kam sie in allen acht Spielen zum Einsatz und verpasste keine Minute. Man City erreichte das Halbfinale, wo nach einer 1:3-Heimniederlage gegen Titelverteidiger Olympique Lyon der 1:0-Auswärtssieg nicht reichte, um ins Finale zu kommen. Auf dem Weg ins Halbfinale hatte sie beim 1:0-Sieg gegen Brøndby IF im Achtelfinale ihr erstes Tor überhaupt für die Citizens erzielt, wodurch ihre Mannschaft eine Runde weiter kam.
In der „Spring Series“ genannten kurzen Übergangssaison 2017 kam sie in den acht Spielen zum Einsatz und wurde nur einmal ausgewechselt. Diese kurze Saison endete ebenso mit der Vizemeisterschaft wie die folgende, nun an den normalen europäischen Spielkalender angepasste Saison 2017/18. Dazwischen gewann sie am 13. Mai 2017 den FA Women’s Cup durch ein 4:1 gegen Birmingham City.
In der UEFA Women’s Champions League 2017/18 verpasste sie in den acht Spielen wieder keine Minute. Die Citizens scheiterten aber erneut im Halbfinale an Lyon.
Im Juli 2018 nahm sie mit der Mannschaft am erstmals ausgespielten Women’s International Champions Cup teil, wo im Halbfinale erneut Lyon der Gegner war. Mit 0:3 wurde auch dieses Spiel verloren. Das Spiel um Platz 3 konnte dann mit 2:1 gegen Paris Saint-Germain gewonnen werden.
2018/19 wurde Manchester City erneut Vizemeister, Walsh wurde dabei in 19 Spielen eingesetzt. Am 20. Februar 2019 erzielte sie beim 3:1 gegen Everton ihr erstes Ligator, das Tor zum zwischenzeitlichen 1:1. In der UEFA Women’s Champions League 2018/19 kam sie nur in zwei Spielen zum Einsatz, bedingt dadurch, dass bereits im Sechzehntelfinale Schluss war, wo die Citizens nach einem 1:1 bei Atlético Madrid das Heimspiel mit 0:2 verlor. Am 23. Februar und 4. Mai 2019 konnten aber durch einen Sieg im Elfmeterschießen gegen Arsenal der Liga-Pokal und durch ein 3:0 gegen West Ham United vor 43.264 Zuschauern im Wembley-Stadion der FA Women’s Cup gewonnen werden. Beim COVID-19-bedingten Abbruch der FA Women’s Super League 2019/20 stand Manchester auf dem ersten Platz, Chelsea hatte aber die beste Quote und wurde daher zum Meister erklärt.
In der UEFA Women’s Champions League scheiterte Man City auch in den folgenden Spielzeiten immer wieder an spanischen Vereinen: 2019/20 im Achtelfinale wieder an Atlético, 2020/21 am FC Barcelona im Viertelfinale, 2021/22 (ohne sie) und 2022/23 in der Qualifikation zur Gruppenphase an Real Madrid.
Am 7. September 2022, dem letzten Tag der Transferperiode in Spanien, wurde vom spanischen Serienmeister FC Barcelona die Verpflichtung von Walsh bekannt gegeben. Mit mehr als 400.000 Euro brach der Transfer den Rekord für die höchste im Frauenfußball bezahlte Ablösesumme. Walsh absolvierte in acht Jahren mehr als 100 Ligaspiele für Manchester City und verließ die „Sky Blues“ als deren Rekordspielerin.
Mit den Katalaninnen erreichte sie in der UEFA Women’s Champions League 2022/23 souverän die K.o.-Runde. Im Viertelfinale traf man auf den erstmals teilnehmenden AS Rom. Barcelona setzte sich mit 1:0 und 5:1 durch. Im Halbfinale besiegte man Chelsea mit einem Gesamtergebnis von 2:1, um zum dritten Mal in Folge das Finale zu erreichen. Walsh lief am 3. Juni 2023 erstmals in einem Finalspiel der Champions League auf. Barcelona besiegte den VfL Wolfsburg mit 3:2. Walsh wurde in der 89. Minute ausgewechselt. Zusätzlich zum Champions-League-Erfolg gewann Walsh in der Saison 2022/23 mit Barcelona die spanische Meisterschaft sowie den spanischen Supercup.
Ende Januar 2025 erhielt sie einen Vertrag für 4 ½ Jahre beim Chelsea FC.

### Nationalmannschaft
Im Dezember 2013 nahm sie mit der U-17-Mannschaft an der vorgezogenen U-17-Fußball-Europameisterschaft der Frauen 2014 in ihrer Heimat teil. Sie kam dabei in den drei Gruppenspielen und im Spiel um Platz 3 gegen Italien zum Einsatz. Da in dem Spiel keine Tore fielen, kam es zum Elfmeterschießen, das mit 3:4 verloren wurde. Dabei konnte sie aber ihren Elfmeter verwandeln.

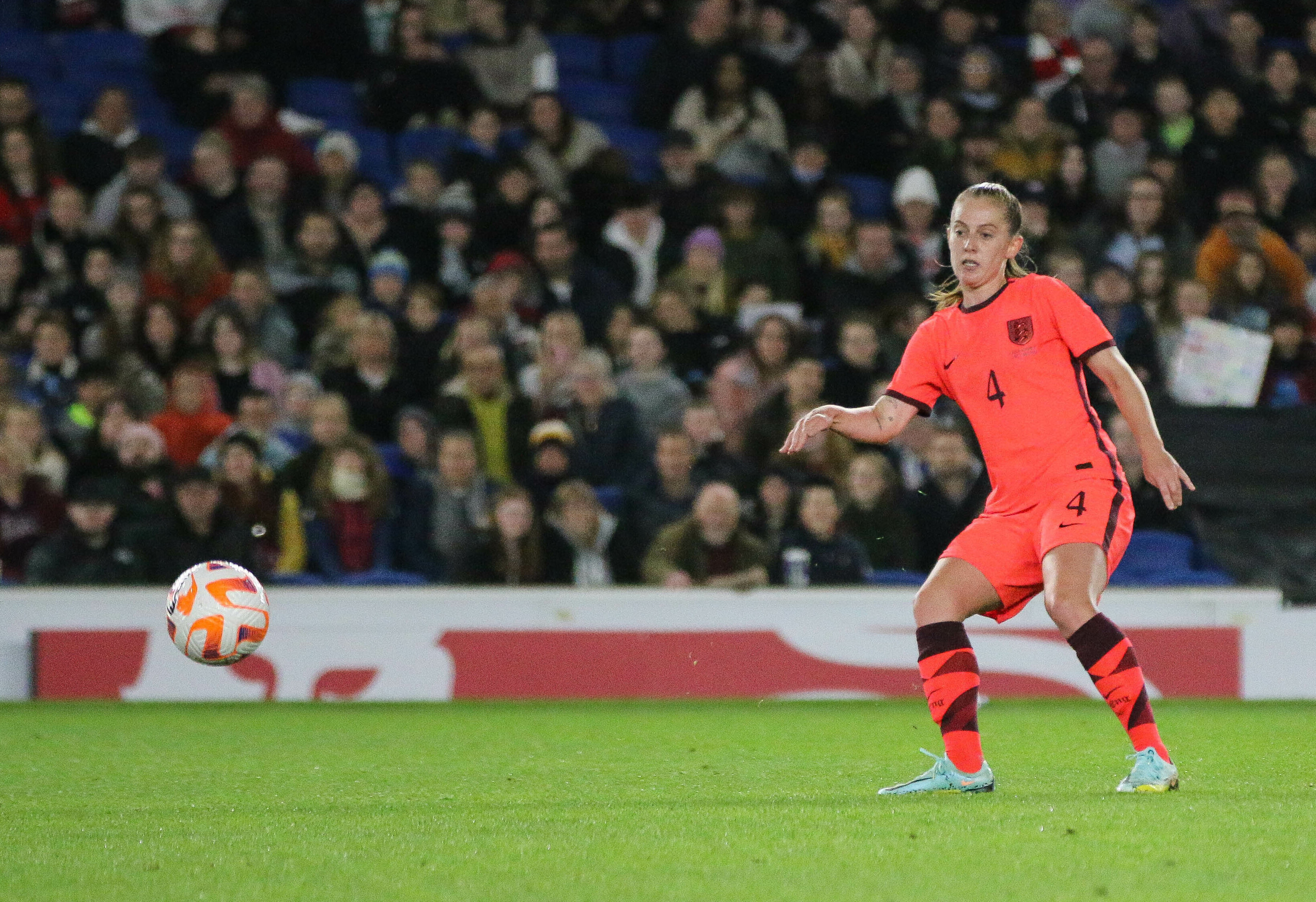
Walsh im Einsatz für die englische Nationalmannschaft (Oktober 2022)

Im November 2017 erhielt sie ihre erste Einladung zur A-Nationalmannschaft. Sie kam dann auch beim 5:0 gegen Kasachstan im WM-Qualifikationsspiel zu ihrem ersten Einsatz und spielte dabei über 90 Minuten. Sie kam dann in insgesamt fünf Qualifikationsspielen zum Einsatz und durfte im letzten – wieder gegen Kasachstan – die Mannschaft als Kapitänin aufs Feld führen. Nachdem sich England für die WM qualifiziert hatte, kam sie noch im Oktober zu einem Testspieleinsatz, musste dann aber wegen einer leichten Verletzung für die Novembertestspiele absagen.
Es folgten weitere Einsätze beim gewonnenen SheBelieves Cup 2019 und den April-Testspielen gegen Kanada und Spanien. Am 8. Mai erfolgte dann die Nominierung für die WM in Frankreich. Bei der WM kam sie in zwei Gruppenspielen sowie dem Achtel-, Viertel- und Halbfinale zum Einsatz. Em Ende reichte es für ihre Mannschaft zum vierten Platz.
Sie wurde auch für die wegen der COVID-19-Pandemie um ein Jahr verschobenen Olympischen Spiele 2020 nominiert. In Japan wurde sie in zwei Gruppenspielen des Team GB sowie im mit 3:4 nach Verlängerung gegen Australien verlorenen Viertelfinale eingesetzt.
In den ersten acht Spielen der Qualifikation für die WM 2023 wurde sie sechsmal eingesetzt.
Am 17. Mai 2022 wurde sie für den vorläufigen EM-Kader benannt. Am 15. Juni wurde sie auch für den finalen Kader berücksichtigt. Bei der EM stand sie in allen sechs Spielen in der Startelf und wurde lediglich beim 2:1-Sieg nach Verlängerung im Viertelfinale gegen Spanien vier Minuten vor dem Spielende ausgewechselt. Nach dem gewonnenen Finale gegen Deutschland wurde sie als „Spielerin des Spiels“ ausgezeichnet und im Nachgang des Turniers vom beobachtenden Trainerstab der UEFA in die „Elf des Turniers“ gewählt.
Sie wurde auch in den letzten beiden Spielen der Qualifikation für die WM 2023 nach der EM eingesetzt und qualifizierte sich am 3. September mit ihrer Mannschaft durch einen 2:0-Sieg in Wiener Neustadt gegen Österreich für die WM-Endrunde. Am 31. Mai 2023 wurde sie als eine von 23 Spielerinnen für die WM-Endrunde in Australien und Neuseeland nominiert. Die Engländerinnen erreichten erstmals das Finale, verloren dieses aber gegen Spanien mit 0:1. Walsh kam in den ersten beiden Gruppenspielen und allen K.-o.-Spielen zum Einsatz.
Da erstmals das Abschneiden bei der WM für die europäischen Teams nicht entscheidend für die Qualifikation zu den Olympischen Spielen 2024 war, verhalf ihnen der Finaleinzug nicht zur Olympiateilnahme. Sie mussten sich über die neue UEFA Women’s Nations League 2023/24 stellvertretend für die Britische Fußballolympiamannschaft der Frauen für die Spiele in Paris qualifizieren. Die Engländerinnen verloren aber die Spiele in Belgien und den Niederlanden und verpassten als Gruppenzweite das Final Four Turnier, bei dem um zwei Olympiatickets gespielt wurde. Walsh kam verletzungsbedingt erst in den letzten vier Spielen zum Einsatz.
In der Qualifikation für die EM 2025 wurde sie in den sechs Spielen eingesetzt und qualifizierte sich mit ihrer Mannschaft am letzten Spieltag durch ein torloses Remis in Schweden für die EM-Endrunde. In der anschließenden UEFA Women’s Nations League 2025 verpasste sie in den ersten vier Spielen keine Minute und erzielte beim 5:0-Sieg gegen Belgien ihr erstes Tor für die A-Nationalmannschaft.

## Erfolge

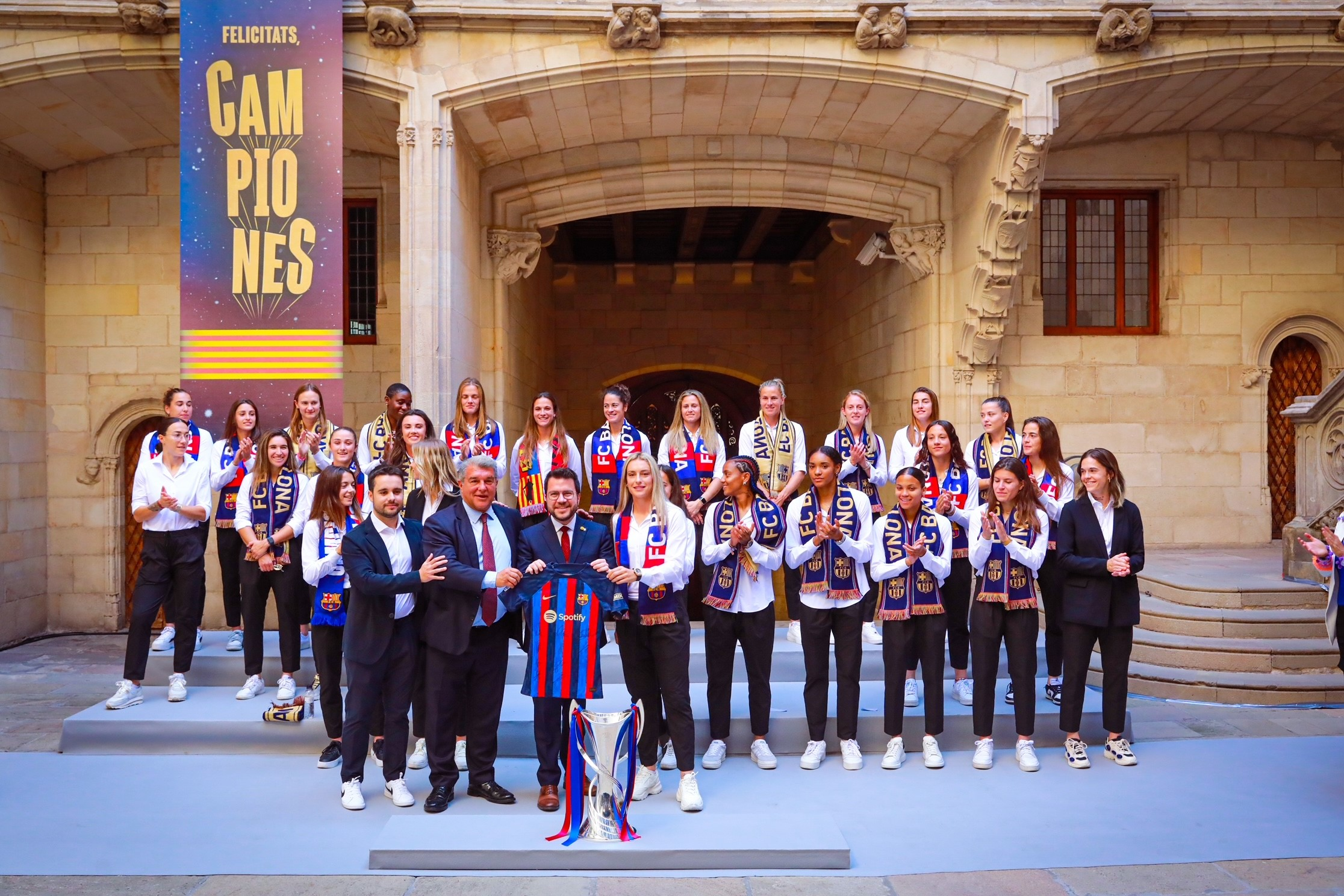
Walsh und ihre Teamkolleginnen bei einem Empfang im Rathaus Barcelonas nach dem Gewinn der Champions League (Juni 2023)

### Vereine
- mit Manchester City:
  - Englische Meisterschaft: 2016
  - WSL-Ligapokal: 2014, 2016, 2018/19 und 2021/2022
  - FA Women’s Cup: 2016/17, 2018/19, 2019/2020
- mit dem FC Barcelona:
  - UEFA Women’s Champions League: 2022/23
  - Spanische Meisterschaft: 2022/23, 2023/24
  - Spanischer Superpokal: 2022/23, 2023/24, 2024/25
  - Spanischer Pokal:  2023/24
- mit Chelsea:
  - Englische Meisterschaft: 2024/25
  - WSL-Ligapokal: 2024/25 (ohne Finaleinsatz)
  - FA Women’s Cup: 2024/2025

### Nationalmannschaft
- Europameisterschaft: 2022
- Europameisterschaft: 2025
- Women’s Finalissima: 2023
- SheBelieves Cup: 2019
- Arnold-Clark-Cup: 2022, 2023